# Yuri Shimai
Yuri Shimai (百合姉妹?) fue una revista antológica del género manga, publicada por temporadas por la editorial Magazine Magazine desde junio de 2003. 
La misma compañía editora publicó una revista con la temática del yaoi (referente al tema gay), que también tratada en las revistas June, Pierce y Sabu. 
Yuri Shimai estaba dirigida hacia un público femenino. Poseía imágenes y novelas cortas. La antología se descontinuó en febrero del 2005, luego de su quinto volumen.
Las ilustraciones de la portada fueron realizadas por Reine Hibiki.